# Scheiben Berg
Scheiben Berg är ett berg i Österrike.   Det ligger i distriktet Scheibbs i förbundslandet Niederösterreich, i den östra delen av landet, 120 km väster om huvudstaden Wien. Toppen på Scheiben Berg är 836 meter över havet.
Terrängen runt Scheiben Berg är kuperad åt nordväst, men åt sydost är den bergig. Runt Scheiben Berg är det ganska glesbefolkat, med 35 invånare per kvadratkilometer.. Närmaste större samhälle är Landl, 15,8 km sydväst om Scheiben Berg. 
I omgivningarna runt Scheiben Berg växer i huvudsak blandskog.